# Liste du patrimoine mondial à Trinité-et-Tobago
Cet article recense les sites inscrits au patrimoine mondial à Trinité-et-Tobago.

## Statistiques
Trinité-et-Tobago ratifie la Convention pour la protection du patrimoine mondial, culturel et naturel le 16 février 2005.
En 2013, Trinité-et-Tobago ne compte aucun site inscrit au patrimoine mondial. Le pays a toutefois soumis 3 sites à la liste indicative, 1 culturel, 1 naturel et 1 mixte.

## Liste indicative
Les biens suivants sont inscrits sur la liste indicative du pays au début 2024. Les noms fournis par Trinité-et-Tobago sont en anglais : la traduction en français est donnée ici à titre indicatif.
| Id.  | Bien                                     | Région  | Année | Critères et notes                  | Coordonnées                  | Illus. |
| ---- | ---------------------------------------- | ------- | ----- | ---------------------------------- | ---------------------------- | ------ |
| 5645 | Pitch Lake                               | Siparia | 2011  | Naturel, (vii), (viii)             | 10° 13′ 59″ N, 61° 37′ 41″ O |        |
| 5646 | Réserve forestière de Main Ridge (en)    | Tobago  | 2011  | Mixte, (v), (vi), (vii), (ix), (x) | 11° 16′ 34″ N, 60° 37′ 01″ O |        |
| 5644 | Site archéologique de Banwari Trace (en) | Siparia | 2011  | Culturel, (iii), (v)               | 10° 10′ 34″ N, 61° 28′ 44″ O |        |